# Турция на летних Олимпийских играх 2020
Турция приняла участие в летних Олимпийских играх 2020 года в Токио, которые первоначально были запланированы с 24 июля по 9 августа 2020 года, но были перенесены 23 июля — 8 августа 2021 года из-за пандемии COVID-19. С момента официального дебюта страны в 1908 году турецкие спортсмены участвовали во всех летних Олимпийских играх, за исключением Олимпиады-1920 в Антверпене, Олимпиады-1932 в Лос-Анджелесе, проведённых в период Великой депрессии и Олимпиады-1980 в Москве из-за поддержки бойкота США.

## Состав сборной
На летних Олимпийских играх 2020 года выступят 108 турецких спортсменов, из которых 58 мужчин и 50 женщин:
 Академическая гребля
1. Онат Казаклы

 Бадминтон
1. Эмре Лале
2. Неслихан Йигит

 Бокс
1. Байрам Малкан
2. Батухан Чифтчи
3. Неджат Экинджи
4. Эсра Йылдыз
5. Бусеназ Сюрменели
6. Бусеназ Чакироглу

Борьба
 Вольная борьба
1. Таха Акгюль
2. Сулейман Атлы
3. Осман Гёчен
4. Сулейман Карадениз
5. Ясемин Адар
6. Эвин Демирхан

 Греко-римская борьба
1. Дженк Ильдем
2. Керем Камал
3. Риза Каяалп

Велоспорт
 Шоссейный велоспорт
1. Онур Балкан
2. Ахмет Оркен

 Волейбол
1. Наз Айдемир
2. Симге Акёз
3. Кюбра Акман
4. Ханде Баладын
5. Мерьем Боз
6. Зехра Гюнеш
7. Мелиха Исмаилоглу
8. Эбрар Каракурт
9. Джансу Озбай
10. Тугба Шеноглу
11. Эда Эрдем
12. Шейма Эрджан

 Дзюдо
1. Михрач Аккуш
2. Ведат Албайрак
3. Билал Чилоглу
4. Микаил Озерлер
5. Кайра Сайит
6. Гюлькадер Шентюрк

 Карате
1. Угур Акташ
2. Али Софуоглу
3. Эрай Шамдан
4. Дилара Бозан
5. Серап Озчелик
6. Мельтем Хокаоглу
7. Мерве Чобан

 Лёгкая атлетика
1. Явуз Агралы
2. Эшреф Апак
3. Полат Кембой Арыкан
4. Озкан Балтаджи
5. Эмре Зафер Барнс
6. Рамиль Гулиев
7. Ясмани Копелло
8. Салих Коркмаз
9. Каан Киген Озбилен
10. Жак Али Харви
11. Эрсу Шашма
12. Неджати Эр
13. Мерьем Бекмез
14. Эмель Дерели
15. Ясемин Джан
16. Айше Текдал
17. Эда Тусуз
18. Тугче Шахутоглу
19. Мерьем Эрдоган

 Парусный спорт
1. Алиджан Кайнар
2. Атеш Чынар
3. Дениз Чынар
4. Окьянус Арикан
5. Эджем Гюзель
6. Бесте Кайнакчи
7. Дилара Уралп

 Плавание
1. Йигит Аслан
2. Юмиткан Гюреш
3. Берке Сака
4. Хусейн Эмре Сакчи
5. Беркай Омер Эгретир
6. Батуралп Юнлю
7. Берил Бёджеклер
8. Виктория Зейнеп Гюнеш
9. Мерве Тунджел
10. Дениз Эртан

 Современное пятиборье
1. Ильке Озюксель

 Спортивная гимнастика
1. Ферхат Арыджан
2. Адем Асил
3. Ахмет Ондер
4. Ибрагим Чолак
5. Назлы Савранбаши

 Стрельба
1. Омер Акгюн
2. Озгюр Варлык
3. Юсуф Дикеч
4. Исмаил Келеш

 Стрельба из лука
1. Мете Газоз
2. Ясемин Анагёз

 Тхэквондо
1. Хакан Речбер
2. Хатидже Кюбра Ильгюн
3. Рукийе Йылдырым
4. Нафия Куш
5. Нур Татар

 Тяжёлая атлетика
1. Мухаммед Фуркан Озбек
2. Ферди Хардаль
3. Нурай Левент

 Фехтование
1. Ирем Карамете

| Вид спорта            | Мужчины | Женщины | Всего |
| --------------------- | ------- | ------- | ----- |
| Академическая гребля  | 1       | 0       | 1     |
| Бадминтон             | 0       | 1       | 1     |
| Бокс                  | 3       | 3       | 6     |
| Борьба                | 7       | 2       | 9     |
| Велоспорт             | 2       | 0       | 2     |
| Волейбол              | 0       | 12      | 12    |
| Дзюдо                 | 4       | 2       | 6     |
| Каратэ                | 3       | 4       | 7     |
| Лёгкая атлетика       | 17      | 8       | 25    |
| Парусный спорт        | 4       | 4       | 8     |
| Плавание              | 6       | 5       | 11    |
| Спортивная гимнастика | 4       | 1       | 5     |
| Современное пятиборье | 0       | 1       | 1     |
| Стрельба              | 4       | 0       | 4     |
| Стрельба из лука      | 1       | 1       | 2     |
| Тхэквондо             | 1       | 4       | 5     |
| Тяжёлая атлетика      | 1       | 1       | 2     |
| Фехтование            | 0       | 1       | 1     |
| Всего                 | 58      | 50      | 108   |

## Результаты соревнований

### Академическая гребля
Соревнования по академической гребле пройдут с 24 по 31 июля 2020 года на гребном канале Си Форест в Токийском заливе. В следующий раунд из каждого заезда проходят несколько лучших экипажей (в зависимости от дисциплины). В июне 2017 года МОК, в рамках проводимой политики гендерного равенства, утвердил решение о замене соревнований в мужских легковесных четвёрках на женские четвёрки распашные. Впервые в истории количество дисциплин у мужчин и женщин в олимпийской программе академической гребли стало равным.
В отборочный заезд гребных соревнований попадают спортсмены, выбывшие в предварительном раунде. В финал A выходят 6 сильнейших экипажей, остальные разыгрывают места в утешительных финалах B-F.
Турция завоевала одну путёвку в академической гребле в соревнованиях мужчин-одиночек. Это произошло на Европейской олимпийской квалификационной регате 2021 года в Варезе.
Мужчины
| Соревнование | Спортсмены   | Предварительный заезд | Предварительный заезд | Предварительный заезд | Отборочный заезд | Отборочный заезд | Отборочный заезд | Четвертьфинал | Четвертьфинал | Четвертьфинал | Полуфинал | Полуфинал | Полуфинал | Финал | Финал | Итоговое место |
| Соревнование | Спортсмены   | Заезд                 | Время                 | Место                 | Заезд            | Время            | Место            | Заезд         | Время         | Место         | Заезд     | Время     | Место     | Время | Место | Итоговое место |
| ------------ | ------------ | --------------------- | --------------------- | --------------------- | ---------------- | ---------------- | ---------------- | ------------- | ------------- | ------------- | --------- | --------- | --------- | ----- | ----- | -------------- |
| одиночки     | Онат Казаклы |                       |                       |                       |                  |                  |                  |               |               |               | Полуфинал | Полуфинал | Полуфинал | Финал | Финал |                |
| одиночки     | Онат Казаклы |                       |                       |                       |                  |                  |                  |               |               |               |           |           |           |       |       |                |

### Бадминтон
Соревнования по бадминтону на летних Олимпийских играх 2020 будут проходить с 24 июля по 2 августа 2021 года. Квалификационный отбор на Олимпийские игры 2020 года в бадминтоне осуществлялся на основании мирового рейтинга Всемирной федерация бадминтона (BWF) по состоянию на 15 июня 2021 года. По его итогам сборная Турции смогла завоевать по одной олимпийской лицензии в одиночных разрядах.
Одиночный разряд
| Соревнование | Спортсмены     | Групповой этап | Групповой этап | Групповой этап | Групповой этап | 1/8 финала | 1/4 финала | 1/2 финала | Финал | Итоговое место |
| Соревнование | Спортсмены     | Соперник Счёт  | Соперник Счёт  | Соперник Счёт  | Место          | 1/8 финала | 1/4 финала | 1/2 финала | Финал | Итоговое место |
| ------------ | -------------- | -------------- | -------------- | -------------- | -------------- | ---------- | ---------- | ---------- | ----- | -------------- |
| мужчины      | Эмре Лале      | Группа         | Группа         | Группа         | Группа         |            |            |            |       |                |
| мужчины      | Эмре Лале      |                |                |                |                |            |            |            |       |                |
| женщины      | Неслихан Йигит | Группа         | Группа         | Группа         | Группа         |            |            |            |       |                |
| женщины      | Неслихан Йигит |                |                |                |                |            |            |            |       |                |

### Бокс
Турция выставила на олимпийский турнир одного боксера-мужчину. Батухан Чифтчи одержал победу в 1/8 финала, обеспечив себе место в мужском наилегчайшем весе на Европейском квалификационном турнире 2020 года в Лондоне. На том же турнире Бусе Наз Чакироглу одержала победу в четвертьфинале, обеспечив себе путёвку в наилегчайшем весе среди женщин.
| Спортсмен          | Дисциплина                | 1/16 финала | 1/8 финала | Четвертьфинал | Полуфинал | Финал    | Финал |
| Спортсмен          | Дисциплина                | Соперник    | Соперник   | Соперник      | Соперник  | Соперник | Место |
| ------------------ | ------------------------- | ----------- | ---------- | ------------- | --------- | -------- | ----- |
| Батухан Чифтчи     | Наилегчайший вес, мужчины |             |            |               |           |          |       |
| Неджат Экинджи     | Мужчины, полусредний вес  |             |            |               |           |          |       |
| Байрам Малкан      | Мужчины, полутяжелый вес  |             |            |               |           |          |       |
| Бусе Наз Чакироглу | Женский наилегчайший вес  |             |            |               |           |          |       |
| Эсра Йылдыз        | Женский легкий вес        |             |            |               |           |          |       |
| Бусеназ Сюрменели  | Женский полусредний вес   |             |            |               |           |          |       |

### Борьба
В борьбе Турцию представят девять спортсменов. Четверо из них вошли в шестерку лучших, получив олимпийские места в мужской вольной (57 и 125 кг) и греко-римской (97 и 130 кг) борьбе, по итогам чемпионата мира 2019 года, а четыре дополнительных лицензии получили финалисты квалификационного европейского олимпийского турнира 2021 года в Будапеште. Турецкая спортсменка Ясемин Адар в дисциплине до 76 кг получила путёвку по итогам чемпионата мира 2021 года в Софии.
Вольная борьба, мужчины
| Спортсмен          | Дисциплина | 1/8 финала | Четвертьфинал | Полуфинал | Утешительный раунд | Финал    | Финал |
| Спортсмен          | Дисциплина | Соперник   | Соперник      | Соперник  | Соперник           | Соперник | Место |
| ------------------ | ---------- | ---------- | ------------- | --------- | ------------------ | -------- | ----- |
| Сулейман Атлы      | −57 кг     |            |               |           |                    |          |       |
| Осман Гёчен        | -86 кг     |            |               |           |                    |          |       |
| Сулейман Карадениз | -97 кг     |            |               |           |                    |          |       |
| Таха Акгюль        | −125 кг    |            |               |           |                    |          |       |

Греко-римская борьба
| Спортсмен    | Дисциплина | 1/8 финала | Четвертьфинал | Полуфинал | Утешительный раунд | Финал    | Финал |
| Спортсмен    | Дисциплина | Соперник   | Соперник      | Соперник  | Соперник           | Соперник | Место |
| ------------ | ---------- | ---------- | ------------- | --------- | ------------------ | -------- | ----- |
| Керем Камал  | −60 кг     |            |               |           |                    |          |       |
| Дженк Ильдем | −97 кг     |            |               |           |                    |          |       |
| Риза Каяалп  | -130 кг    |            |               |           |                    |          |       |

Вольная борьба, женщины
| Спортсмен     | Дисциплина | 1/8 финала | Четвертьфинал | Полуфинал | Утешительный | Финал    | Финал |
| Спортсмен     | Дисциплина | Соперник   | Соперник      | Соперник  | Соперник     | Соперник | Место |
| ------------- | ---------- | ---------- | ------------- | --------- | ------------ | -------- | ----- |
| Эвин Демирхан | −50 кг     |            |               |           |              |          |       |
| Ясемин Адар   | −76 кг     |            |               |           |              |          |       |

### Велоспорт

#### Шоссе
Турция может заявить двух гонщиков для участия в мужской олимпийской шоссейной гонке, занявших одно из первых 50 мест в мировом рейтинге UCI.
| Спортсмен   | Дисциплина               | Время | Место |
| ----------- | ------------------------ | ----- | ----- |
| Онур Балкан | Шоссейная гонка, мужчины |       |       |
| Ахмет Оркен | Шоссейная гонка, мужчины |       |       |

### Волейбол

#### Волейбол
Женщины
Женская сборная Турции по волейболу прошла квалификацию на Олимпиаду, выиграв финальный матч и обеспечив себе место по итогам Европейского квалификационного олимпийского турнира в Апелдорне, вернувшись на Олимпиаду спустя восемь лет.
Результаты
Групповой этап (Группа B)
| Сборная      | Матчи | Матчи | Очки | Сеты | Сеты | Сеты  | Мячи | Мячи | Мячи  |
| Сборная      | В     | П     | Очки | В    | П    | В:П   | В    | П    | В:П   |
| ------------ | ----- | ----- | ---- | ---- | ---- | ----- | ---- | ---- | ----- |
| 1. США       | 4     | 1     | 10   | 12   | 7    | 1,714 | 418  | 401  | 1,042 |
| 2. Италия    | 3     | 2     | 10   | 11   | 7    | 1,571 | 409  | 377  | 1,085 |
| 3. Турция    | 3     | 2     | 9    | 12   | 8    | 1,500 | 434  | 416  | 1,043 |
| 4. ОКР       | 3     | 2     | 9    | 11   | 8    | 1,375 | 422  | 378  | 1,116 |
| 5. Китай     | 2     | 3     | 7    | 8    | 9    | 0,889 | 374  | 385  | 0,971 |
| 6. Аргентина | 0     | 5     | 0    | 0    | 15   | 0,000 | 275  | 375  | 0,733 |

### Гимнастика

#### Спортивная
Турция получила право выставить трёх гимнастов. Участник Олимпиады-2016 Ферхат Арикан и Назлы Савранбаши вошли в число спортсменов, квалифицировавшихся на Олимпиаду по итогам чемпионата мира 2019 года в Штутгарте. Ахмет Ондер и Ибрагим Чолак обеспечили себе места в отдельных видах, но не вошли в состав команды и не прошли квалификацию в многоборье. Они получили путёвку по итогам упражнений на брусьях и кольцах, соответственно.
Мужчины
| Спортсмен      | Дисциплина | Квалификация | Квалификация | Квалификация | Квалификация   | Квалификация        | Квалификация | Квалификация | Квалификация | Финал   | Финал  | Финал  | Финал          | Финал               | Финал       | Финал | Финал |
| Спортсмен      | Дисциплина | Снаряд       | Снаряд       | Снаряд       | Снаряд         | Снаряд              | Снаряд       | Сумма        | Место        | Снаряд  | Снаряд | Снаряд | Снаряд         | Снаряд              | Снаряд      | Сумма | Место |
| Спортсмен      | Дисциплина | Вольные      | Конь         | Кольца       | Опорный прыжок | Параллельные брусья | Перекладина  | Сумма        | Место        | Вольные | Конь   | Кольца | Опорный прыжок | Параллельные брусья | Перекладина | Сумма | Место |
| -------------- | ---------- | ------------ | ------------ | ------------ | -------------- | ------------------- | ------------ | ------------ | ------------ | ------- | ------ | ------ | -------------- | ------------------- | ----------- | ----- | ----- |
| Ферхат Арыджан | Многоборье |              |              |              |                |                     |              |              |              |         |        |        |                |                     |             |       |       |
| Адем Асил      | Многоборье |              |              |              |                |                     |              |              |              |         |        |        |                |                     |             |       |       |
| Ибрагим Чолак  | Многоборье |              |              |              |                |                     |              |              |              |         |        |        |                |                     |             |       |       |
| Ахмет Ондер    | Многоборье |              |              |              |                |                     |              |              |              |         |        |        |                |                     |             |       |       |

Женщины
| Спортсмен        | Мероприятие | Квалификация   | Квалификация        | Квалификация | Квалификация | Квалификация | Квалификация | Финал          | Финал               | Финал  | Финал   | Финал | Финал |
| Спортсмен        | Мероприятие | Снаряд         | Снаряд              | Снаряд       | Снаряд       | Сумма        | Место        | Снаряд         | Снаряд              | Снаряд | Снаряд  | Сумма | Место |
| Спортсмен        | Мероприятие | Опорный прыжок | Разновысокие брусья | Бревно       | Вольные      | Сумма        | Место        | Опорный прыжок | Разновысокие брусья | Бревно | Вольные | Сумма | Место |
| ---------------- | ----------- | -------------- | ------------------- | ------------ | ------------ | ------------ | ------------ | -------------- | ------------------- | ------ | ------- | ----- | ----- |
| Назлы Савранбаши | Многоборье  |                |                     |              |              |              |              |                |                     |        |         |       |       |

### Дзюдо
У Турции первоначально было пять квот (четыре мужчины и одна женщина) на олимпийский турнир по рейтингу Международной федерации дзюдо.
Мужчины
| Спортсмен      | Дисциплина | 1/16 финала | 1/8 финала | Четвертьфинал | Полуфинал | Утешительный | Финал    | Финал |
| Спортсмен      | Дисциплина | Соперник    | Соперник   | Соперник      | Соперник  | Соперник     | Соперник | Место |
| -------------- | ---------- | ----------- | ---------- | ------------- | --------- | ------------ | -------- | ----- |
| Михрач Аккуш   | −60 кг     |             |            |               |           |              |          |       |
| Билал Чилоглу  | −73 кг     |             |            |               |           |              |          |       |
| Ведат Албайрак | −81 кг     |             |            |               |           |              |          |       |
| Микаил Озерлер | −90 кг     |             |            |               |           |              |          |       |

Женщины
| Спортсмен         | Дисциплина | 1/16 финала | 1/8 финала | Четвертьфинал | Полуфинал | Утешительный | Финал    | Финал |
| Спортсмен         | Дисциплина | Соперник    | Соперник   | Соперник      | Соперник  | Соперник     | Соперник | Место |
| ----------------- | ---------- | ----------- | ---------- | ------------- | --------- | ------------ | -------- | ----- |
| Кайра Сайит       | +78 кг     |             |            |               |           |              |          |       |
| Гюлькадер Шентюрк | -48 кг     |             |            |               |           |              |          |       |

### Карате
Турция завоевала семь путёвок в карате. Медалисты Европейских игр 2019 года Угур Акташ (мужчины свыше 75 кг), Али Софуоглу (мужчины, ката), Серап Озчелик (женщины до 55 кг), Мерве Чобан (женщины до 61 кг) и Мельтем Хокаоглу (женщины свыше 61 кг) прошли квалификацию по рейтингу WKF.
| Спортсмен        | Дисциплина        | 1/8 финала | Четвертьфинал | Полуфинал | Утешительный | Финал    | Финал |
| Спортсмен        | Дисциплина        | Соперник   | Соперник      | Соперник  | Соперник     | Соперник | Место |
| ---------------- | ----------------- | ---------- | ------------- | --------- | ------------ | -------- | ----- |
| Эрай Шамдан      | Мужчины, до 67 кг |            |               |           |              |          |       |
| Угур Акташ       | Мужчины, +75 кг   |            |               |           |              |          |       |
| Али Софуоглу     | Ката, мужчины     |            |               |           |              |          |       |
| Дилара Бозан     | Ката, женщины     |            |               |           |              |          |       |
| Серап Озчелик    | Женщины, до 55 кг |            |               |           |              |          |       |
| Мерве Чобан      | Женщины, до 61 кг |            |               |           |              |          |       |
| Мельтем Хокаоглу | Женщины, до 61 кг |            |               |           |              |          |       |

### Лёгкая атлетика
Ряд турецких спортсменов выполнили олимпийские нормативы и вошли в состав сборной. В каждом виде может быть представлено не более трёх спортсменов от страны.
Беговые дисциплины
Мужчины
| Спортсмен           | Дисциплина        | Предварительные забеги | Предварительные забеги | Полуфинал | Полуфинал | Финал     | Финал |
| Спортсмен           | Дисциплина        | Результат              | Место                  | Результат | Место     | Результат | Место |
| ------------------- | ----------------- | ---------------------- | ---------------------- | --------- | --------- | --------- | ----- |
| Жак Али Харви       | 100 м             |                        |                        |           |           |           |       |
| Эмре Зафер Барнс    | 100 м             |                        |                        |           |           |           |       |
| Рамиль Гулиев       | 200 м             |                        |                        |           |           |           |       |
| Ясмани Копелло      | 400 м с барьерами |                        |                        |           |           |           |       |
|                     | Эстафета 4×100 м  |                        |                        |           |           |           |       |
| Полат Кембой Арыкан | Марафон           |                        |                        |           |           |           |       |
| Явуз Агралы         | Марафон           |                        |                        |           |           |           |       |
| Каан Киген Озбилен  | Марафон           |                        |                        |           |           |           |       |
| Салих Коркмаз       | Ходьба 20 км      |                        |                        |           |           |           |       |

Женщины
| Спортсмен      | Дисциплина                 | Предварительные забеги | Предварительные забеги | Финал     | Финал |
| Спортсмен      | Дисциплина                 | Результат              | Место                  | Результат | Место |
| -------------- | -------------------------- | ---------------------- | ---------------------- | --------- | ----- |
| Озлем Кая      | Бег с препятствиями 3000 м |                        |                        |           |       |
| Ясемин Джан    | 5000 м                     |                        |                        |           |       |
| Ясемин Джан    | 10000 м                    |                        |                        |           |       |
| Мерьем Эрдоган | Марафон                    |                        |                        |           |       |
| Мерьем Бекмез  | Ходьба 20 км               |                        |                        |           |       |
| Айше Текдал    | Ходьба 20 км               |                        |                        |           |       |

Технические виды
| Спортсмен       | Дисциплина               | Квалификация | Квалификация | Финал      | Финал |
| Спортсмен       | Дисциплина               | Расстояние   | Место        | Расстояние | Место |
| --------------- | ------------------------ | ------------ | ------------ | ---------- | ----- |
| Эшреф Апак      | Метание молота, мужчины  |              |              |            |       |
| Озкан Балтаджи  | Метание молота, мужчины  |              |              |            |       |
| Неджати Эр      | Тройной прыжок, мужчины  |              |              |            |       |
| Эда Тусуз       | Метание копья, женщины   |              |              |            |       |
| Эрсу Шашма      | Прыжки с шестом, мужчины |              |              |            |       |
| Эмель Дерели    | Толкание ядра, женщины   |              |              |            |       |
| Тугче Шахутоглу | Метание молота, женщины  |              |              |            |       |

### Парусный спорт
Турецкие парусники квалифицировались по итогам чемпионате мира по парусному спорту 2018.
Двукратный участник Алиджан Кайнар (дисциплина финн) и Дениз и Атеш Чинары в дисциплине 470 получили путёвки в мужском турнире. Участница Олимпиады-2016 Дилара Уралп в категории RS:X вновь представит Турцию на Играх, Эджем Гюзель в «Лазере» обыграла соотечественницу Назлы Чаглу Дёнерташ и получила путёвку по итогам чемпионата мира 2019 года в Сакаиминато. В дисциплине 470 Турцию представят Окьянус Арикан и Бесте Кайнакчи.
Мужчины
| Спортсмен              | Дисциплина | Гонка | Гонка | Гонка | Гонка | Гонка | Гонка | Гонка | Гонка | Гонка | Гонка | Гонка | Баллы | Место |
| Спортсмен              | Дисциплина | 1     | 2     | 3     | 4     | 5     | 6     | 7     | 8     | 9     | 10    | М     | Баллы | Место |
| ---------------------- | ---------- | ----- | ----- | ----- | ----- | ----- | ----- | ----- | ----- | ----- | ----- | ----- | ----- | ----- |
| Алиджан Кайнар         | Финн       |       |       |       |       |       |       |       |       |       |       |       |       |       |
| Атеш Чынар Дениз Чынар | 470        |       |       |       |       |       |       |       |       |       |       |       |       |       |

Женщины
| Спортсмен                     | Дисциплина | Гонка | Гонка | Гонка | Гонка | Гонка | Гонка | Гонка | Гонка | Гонка | Гонка | Гонка | Гонка | Гонка | Баллы | Место |
| Спортсмен                     | Дисциплина | 1     | 2     | 3     | 4     | 5     | 6     | 7     | 8     | 9     | 10    | 11    | 12    | М     | Баллы | Место |
| ----------------------------- | ---------- | ----- | ----- | ----- | ----- | ----- | ----- | ----- | ----- | ----- | ----- | ----- | ----- | ----- | ----- | ----- |
| Дилара Уралп                  | RS: X      |       |       |       |       |       |       |       |       |       |       |       |       |       |       |       |
| Эджем Гюзель                  | Лазер      |       |       |       |       |       |       |       |       |       |       |       |       |       |       |       |
| Окьянус Арикан Бесте Кайнакчи | 470        |       |       |       |       |       |       |       |       |       |       |       |       |       |       |       |

### Современное пятиборье
Ильке Озюксель получила право представлять Турцию после того, как заняла шестое место в мировом рейтинге.
| Спортсмен      | Дисциплина | Фехтование             | Фехтование  | Фехтование | Фехтование | Плавание (200 м вольным стилем) | Плавание (200 м вольным стилем) | Плавание (200 м вольным стилем) | Верховая езда (конкур) | Верховая езда (конкур) | Верховая езда (конкур) | Стрельба / бег | Стрельба / бег | Стрельба / бег | Общее количество очков | Место |
| Спортсмен      | Дисциплина | Квалификационный раунд | Бонус раунд | Место      | Очки       | Время                           | Место                           | Очки                            | Штрафы                 | Место                  | Очки                   | Время          | Место          | Очки           | Общее количество очков | Место |
| -------------- | ---------- | ---------------------- | ----------- | ---------- | ---------- | ------------------------------- | ------------------------------- | ------------------------------- | ---------------------- | ---------------------- | ---------------------- | -------------- | -------------- | -------------- | ---------------------- | ----- |
| Ильке Озюксель | женщины    |                        |             |            |            |                                 |                                 |                                 |                        |                        |                        |                |                |                |                        |       |

### Стрельба
Турецкие стрелки по итогам чемпионата мира 2018, Кубка мира 2019, Европейских игр или чемпионатов и квалификационного турнира получили право участвовать на Олимпиаде-2020.
| Спортсмен    | Дисциплина                            | Квалификация | Квалификация | Финал | Финал |
| Спортсмен    | Дисциплина                            | Очки         | Место        | Очки  | Место |
| ------------ | ------------------------------------- | ------------ | ------------ | ----- | ----- |
| Омер Акгюн   | Пневматическая винтовка мужчины, 10 м |              |              |       |       |
| Юсуф Дикеч   | Пневматический пистолет мужчины, 10 м |              |              |       |       |
| Исмаил Келеш | Пневматический пистолет мужчины, 10 м |              |              |       |       |
| Озгюр Варлык | Скорострельный пистолет мужчины, 25 м |              |              |       |       |

### Плавание
Турецкие пловцы получили право участвовать на Играх по итогам преодоления квалификационного норматива, в каждой дисциплине может участвовать максимум двое пловцов от страны.
Мужчины
| Спортсмен           | Дисциплина               | Заплывы | Заплывы | Полуфинал | Полуфинал | Финал | Финал |
| Спортсмен           | Дисциплина               | Время   | Место   | Время     | Место     | Время | Место |
| ------------------- | ------------------------ | ------- | ------- | --------- | --------- | ----- | ----- |
| Юмиткан Гюреш       | 100 м баттерфляй         |         |         |           |           |       |       |
| Батуралп Юнлю       | 200 метров вольный стиль |         |         |           |           |       |       |
| Беркай Омер Эгретир | 100 м брасс              |         |         |           |           |       |       |
| Беркай Омер Эгретир | 200 м брасс              |         |         |           |           |       |       |
| Берке Сака          | 200 м на спине           |         |         |           |           |       |       |
| Хусейн Эмре Сакчи   | 100 м брасс              |         |         |           |           |       |       |
| Йигит Аслан         | 800 м вольный стиль      |         |         |           |           |       |       |

Женщины
| Спортсмен             | Дисциплина              | Заплывы | Заплывы | Финал | Финал |
| Спортсмен             | Дисциплина              | Время   | Место   | Время | Место |
| --------------------- | ----------------------- | ------- | ------- | ----- | ----- |
| Берил Бёджеклер       | 400 м вольный стиль     |         |         |       |       |
| Берил Бёджеклер       | 800 м вольный стиль     |         |         |       |       |
| Берил Бёджеклер       | 1500 м вольный стиль    |         |         |       |       |
| Дениз Эртан           | 800 м вольный стиль     |         |         |       |       |
| Дениз Эртан           | 1500 м вольный стиль    |         |         |       |       |
| Виктория Зейнеп Гюнеш | 200 м комплекс          |         |         |       |       |
| Мерве Тунджел         | 400 м вольный стиль     |         |         |       |       |
| Мерве Тунджел         | 800 м вольный стиль     |         |         |       |       |
| Мерве Тунджел         | 1500 м вольный стиль    |         |         |       |       |
|                       | эстафета 4 по 200 м в/с |         |         |       |       |

### Стрельба из лука
Турецкие лучники завоевали по две олимпийские путёвки в мужском и женском личном турнирах по итогам европейского континентального квалификационного турнира в Анталии, таким образом также получив право на участие в смешанном командном зачёте.
| Спортсмен | Дисциплина | Рейтинговый раунд | Рейтинговый раунд | 1/16 финала | 1/8 финала | Четвертьфинал | Полуфинал | Финал    | Финал |
| Спортсмен | Дисциплина | Счет              | Результат         | Соперник    | Соперник   | Соперник      | Соперник  | Соперник | Место |
| --------- | ---------- | ----------------- | ----------------- | ----------- | ---------- | ------------- | --------- | -------- | ----- |
|           | Мужчины    |                   |                   |             |            |               |           |          |       |
|           | Женщины    |                   |                   |             |            |               |           |          |       |
|           | Микст      |                   |                   |             |            |               |           |          |       |

### Тхэквондо
Турция заявила пятерых спортсменов в тхэквондо на Играх. Рукийе Йылдырым (49 кг, женщины), Хатидже Кюбра Ильгюн (57 кг, женщины), двукратный призёр Олимпийских игр Нур Татар (67 кг, женщины) и Нафия Куш (свыше 67 кг, женщины) прошли квалификацию среди женщин по итогам рейтинга. Хакан Речбер одержал полуфинальную победу в мужской легкой весовой категории (68 кг) и завоевал единственную путёвку по итогам Европейского квалификационного турнира 2021 года в Софии.
| Спортсмен            | Спортсмен            | 1/8 финала | Четвертьфинал | Полуфинал | Утешительный раунд | Финал    | Финал |
| Спортсмен            | Спортсмен            | Соперник   | Соперник      | Соперник  | Соперник           | Соперник | Место |
| -------------------- | -------------------- | ---------- | ------------- | --------- | ------------------ | -------- | ----- |
| Хакан Речбер         | Мужчины, до 68 кг    |            |               |           |                    |          |       |
| Рукийе Йылдырым      | Женщины, до 49 кг    |            |               |           |                    |          |       |
| Хатидже Кюбра Ильгюн | Женщины, до 57 кг    |            |               |           |                    |          |       |
| Нур Татар            | Женщины, до 67 кг    |            |               |           |                    |          |       |
| Нафия Куш            | Женщины, свыше 67 кг |            |               |           |                    |          |       |

### Тяжёлая атлетика
Турецкие тяжелоатлеты получили три путёвки на Игры на основании рейтинга от 11 июня 2021 года.
Мужчины
| Спортсмен             | Дисциплина | Рывок     | Рывок | Толчок    | Толчок | Сумма | Место |
| Спортсмен             | Дисциплина | Результат | Место | Результат | Место  | Сумма | Место |
| --------------------- | ---------- | --------- | ----- | --------- | ------ | ----- | ----- |
| Ферди Хардаль         | −61 кг     |           |       |           |        |       |       |
| Мухаммед Фуркан Озбек | −67 кг     |           |       |           |        |       |       |

Женщины
| Спортсмен    | Дисциплина | Рывок     | Рывок | Толчок    | Толчок | Сумма | Место |
| Спортсмен    | Дисциплина | Результат | Место | Результат | Место  | Сумма | Место |
| ------------ | ---------- | --------- | ----- | --------- | ------ | ----- | ----- |
| Нурай Левент | −64 кг     |           |       |           |        |       |       |

### Фехтование
В Фехтовании Турцию представит рапиристка Ирем Карамете.